# 조성아
조성아(1968년 ~ )는 대한민국의 분장사이다.분장사의 역할이 커지면서 '메이크업 아티스트'라고 일컬어지게 되는데 조성아는 대한민국 '메이크업 아티스트' 1세대다. 2011년 화장품 전문기업 <초초스팩토리>를 설립했으며 2015년 코스닥 상장사인 <젠트로>를 인수, 사명을 <CSA 코스믹>으로 변경 및 화장품 사업부 신설 후 현재 대표이사로 활동 중이다.

## 생애
1968년 부산에서 태어났다. 초등학교 시절부터 화장에 애착을 가졌고 1987년 한양대학교 산업미술학과에 입학하여 대학 재학 시절부터 광고 대행사와 방송사 등에서 프리랜서로서 화장업에 종사를 했다. 패션 잡지를 읽다가 '메이크업 아티스트'라는 용어를 만나면서 화장업을 평생의 직업으로 삼게 되었다.
1989년 이래 화장업 프리랜서로서 연예계 내에서 자리를 잡자 1991년 서울 청담동에 미용실 <앳폼>을 열어 유명 연예인들의 화장을 집중적으로 맡게 되었다. 여러 획기적 화장법을 선보이면서 연예계 메이크업 트렌드를 이끌었다.
1999년 분장사로서 대한민국 최초로 화장품업체 <피어리스>와의 협업으로 화장품 '드방세 하우투'를 판매하였다. 2002년 글로벌 코스메틱 브랜드  <MAC>과의 협업을 통해 화장품 '쵸쵸 립스틱(CHOCHO LIPSTICK)'을 판매하였다.
2006년 ㈜애경의 신규 브랜드의 크리에이티브 디렉터를 역임하였으며, 대한민국  화장품 업계 최초로 홈쇼핑 유통 채널에 진입하여 성공을 거두었다이후 2010년 ㈜국제약품과의 협업으로 ‘조성아 로우’를 성공적으로 런칭하며 또 한번 홈쇼핑 시장에서의 저력을 입증했다.
2011년 화장품 전문기업 <초초스팩토리>를 설립한 후 2012년 아티스트 메이크업 브랜드 '조성아22'를 런칭하며   홈쇼핑 메이크업 시장의 선두주자로 자리매김했다.
2015년 코스닥 상장기업 젠트로를 인수, 사명을 <CSA코스믹>으로 변경한 뒤 대표이사로 취임해 화장품 사업부를 신설, 2019년까지 ‘16브랜드’, ‘원더바스' ,  ‘조성아뷰티’를  런칭, 독립 브랜드로 키워나갔다. (초초스팩토리도 신규 브랜드 ‘조성아TM’ 추가 런칭)
2017년부터 ‘한국 메이크업 세계화’라는 기치를 내걸고 중국, 일본, 호주 등 세계 각국으로 뻗어나가고 있으며, 2019년 현재 중국 왓슨스, 일본 버라이어티 3500여개 매장 등에 입점해있다.
2019년 9월 현재 <CSA코스믹>은 코스닥 상장기업으로 16브랜드, 원더바스, 조성아뷰티 3개 브랜드를 보유하고 있으며 젠트로 사업부를 분할해 현재는 화장품 전문 기업으로 발돋움 중이다.

## 학력
- 한양대학교 산업미술학과 졸업

## 경력
- 1989년: 프리랜서 '메이크업 아티스트'
- 1991년: 미용실 <앳폼> 개장
- 1999년: 화장품업체 <피어리스> 고문, 화장품업체 <피어리스>와의 협업으로 화장품 '드방세 하우투' 판매 시작, 이화여자대학교 패션디자인연구소 인증코스 교수, 세종대학교 패션스쿨 메이크업과 학과장, 경복대학교 피부미용학과 명예교수 역임[6]
- 2001년: '로레알 S/S 헤어트렌드쇼' 참가
- 2002년: 글로벌 메이크업 브랜드 <MAC>과의 협업으로 화장품 '쵸쵸 립스틱' 판매 시작
- 2006년: ㈜애경 신규 브랜드 크리에이티브 디렉터 역임[8], 뷰티살롱 <앳폼조성아> 대표원장[19][20]
- 2009년: <메이크업포에버> 아카데미 서울 원장
- 2010년: ㈜국제약품과의 협업으로 화장품 '조성아 로우' 판매 시작[21]
- 2011년: 화장품 전문 기업 <초초스팩토리> 설립 및 대표이사
- 2012년: 메이크업 아티스트 브랜드 '조성아22' 런칭[22]

- 2015년: 코스닥 상장사 건축업체 <젠트로> 인수 및 화장품 사업 신규 추가 및 <CSA코스믹>으로 사명 변경, <CSA코스믹> 대표이사 선임[23][24][25]
  - 2019년 9월 1일 기준, 젠트로 사업부 분할로 현재 화장품 전문 기업으로 운영 중이며 10 ~ 20대 대상의 색조 및 기초 화장품 위주의 '16브랜드'와 뷰티＆라이프스타일의 '원더바스', 홈쇼핑 전용 컨버젼스 색조 전문 브랜드 ‘1989 조성아뷰티’ 등 총 3개의 브랜드를 보유 중임.[18]

- 2016년: 글로벌 색조 브랜드 '16브랜드', 뷰티&라이프스타일 브랜드 '원더바스' 런칭
- 2017년: 홈쇼핑 전용 프리미엄 브랜드 '조성아TM' 런칭
- 2018년: 홈쇼핑 전용 컨버젼스 색조 전문 브랜드 ‘1989조성아뷰티’ 런칭

## 방송 출연
- MBC 《다큐멘터리 성공시대》(2001년): 152회 ‘메이크업 아티스트 조성아’편
- Mnet 《I AM A MODEL 4》(2008년): 심사위원
- tvN] 《백지연의 피플 INSIDE》: 5회(2009년 6월 28일)
- tvN 《현장 토크쇼 택시》: 111회(2009년 10월 29일)[26]
- tvN 《현장 토크쇼 택시》: 447~448회 ‘1세대 뷰티리더’편 (2016년10월 11일, 10월 18일)[27]
- 연합뉴스TV 《성공다큐-정상에 서다》: 45회 ‘메이크업아티스트 조성아’편 (2017년5월 25일)[28]

## 상훈
- 1994년: 사진가협회 올해의 '베스트 메이크업 아티스트상' 수상
- 1999년: LANCOME AWARDS PARIS '한국의 메이크업 아티스트상' 수상, YVES SAINT LAURANT PARIS '한국의 메이크업 아티스트상' 수상
- 2006년: 한국 메이크업 협회 선정 '2006 메이크업 아티스트상' 수상
- 2012년: 한국 산업 디자이너 협회 주최 '핀업 디자인 어워드 제품 디자인'수상
- 2013년: 중앙일보 '2014 대한민국 CEO 리더십 크리에이티브 리더십 부문' 수상, 조선일보 '2013 대한민국 올해를 빛낸 히트상품 토탈 코스메틱 부문' 수상
- 2014년: 포브스코리아 '2014소비자선정 최고의 브랜드 대상 뷰티 라이프 스타일 부문 대상
- 2015년: BNT 비욘드 뷰티 브랜드 어워즈 인 샤먼 '베스트 글로벌 그로쓰 뷰티 브랜드' 부문 수상
- 2016년: BNT 비욘드 뷰티 어워즈 인 상하이 ‘글로벌 하이테크 코스메틱' 부문 수상, CECI K-뷰티 어워즈 슈퍼 루키 '크리에이티브 디렉터' 부문 수상, 한국일보 2016 대한민국 베스트 신상품 대상 '메이크업 브랜드' 부문 수상, 디지털 조선일보 2016 올해의 히트상품 대상 '원더바스 살롱 드 떼' 수상, SOS 어린이마을 바자회 '우수 기부자' 선정, 왓슨스 HWB 어워즈 '포인트 메이크업' 부문 수상
- 2017년: SOS 어린이마을 바자회 '우수 기부자' 선정, 셀프뷰티 2017 뷰티어워드 '메이크업 툴 부문' 16브랜드 갱스뷰티 브러쉬 수상, 셀프뷰티 2017 뷰티어워드 '라이징브랜드 부문' 조성아TM 복숭아 물분 스틱 수상, 코스모폴리탄 2017 뷰티어워드 'SNS위너' 바운스업팩트 울트라, 살롱드떼&더샤워수상, 코스모폴리탄 2017 뷰티어워드 '베이스메이크업' 조성아22 바운스업팩트 울트라 수상
- 2018년: 마리끌레르 2018 베스트쿠션 어워드 '셀럽선호부문' 조성아22 대왕쿠션 수상, 머니투데이 2018 상반기 히트상품 '생활문화부문' 원더바스 슈퍼베지톡스클렌저 수상, 마리끌레르 2018 스마트 뷰티 어워드 '에디터스픽' 16브랜드 아이매거진 수상, 얼루어 2018 베스트 오브 뷰티 ' 핑크 리퀴드 립 부문' 16브랜드 발광펜 수상, 머니투데이 2018년 올해의 히트상품 '생활문화부문' 조성아TM 슈퍼 핏 커버 파운데이션 수상, 동아일보 2018 K-beauty awards '아이섀도우부문' 16브랜드 아이매거진 수상, 글로우픽 2018 11월 '이달의 신제품 부문' 16브랜드 R U 테이스츄 에디션 수상, 글로우픽 2018 글로우픽 컨슈머 뷰티 어워드 'Rookie of the Year' 16브랜드 구름 미백로션 수상
- 2019년: 얼루어 2018 ‘에디터스픽’ 16브랜드 16 R U 테이스츄 에디션 수상, 한국경제 2019 한국 브랜드 선호도 1위 '라이프스타일부문' 조성아뷰티(3개브랜드) 수상, 조선일보 2019 대한민국 소비자 만족도 1위 '색조화장품 부문' 조성아 TM 수상, 굿네이버스 'THE NEIGHBORS CLUB' 기부 회원 등재, 중소벤처기업부 '브랜드 K' 조성아TM 선정[29]